# Gorilla Galla
Gorilla Galla var titlen på en rock-forestilling, der blev opført i december 1982 af en række danske rockbands og entertainere. Showet turnerede i en række større danske byer. 
Idéen til showet blev skabt af den oprindelige trommeslager i Gasolin' Bjørn Uglebjerg, og mange af de optrædende musikere var da også knyttet til musikmiljøet på Christianshavn og det omkringliggende Amager, herunder Frede Fup, Lone Kellermann i duet med Kim Herman m.fl. Gasolin' optrådte dog ikke på plakaten, da trommeslageren Søren Berlev ikke var tiltænkt optræden, da han opholdt sig i USA, men de øvrige Gasolin' medlemmer optrådte. Berlev blev dog hentet ind kort før turnerens start, og Gorilla Galla blev derved en uofficiel gendannelse af Gasolin', der på daværende tidspunkt stadig nød betydelig popularitet. Gorilla Galla blev således den sidste gang de fire medlemmer af Gasolin' officielt optrådte sammen. 
Koncerterne var store tilløbsstykker, og Danmarks Radio bragte allerede den 7. januar 1983 knap en times udsendelse fra showet.

## Deltagere
- Erik Clausen, konferencier
- Helle Fastrup, assistent
- Frede Fup
- Troels Trier
- Peter Ingemann
- Bjørn Uglebjerg
- Lone Kellermann
- Kim Herman
- Jacob Haugaard

## Optrædener
- 3. december Aalborg
- 4. december Viborg
- 5. december Aabenraa
- 9. – 11. december Tivolis Koncertsal, København
- 12. december Odense
- 16. december Århus
- 18. december Vejle
- 19. december Slagelse

## Eksterne links
- Gorilla Galla på DR Bonanza